# Сан-Жуан-лас-Фонс
Сан-Жуан-лас-Фонс — муніципалітет комарки Гарроча, розташований у Жироні, Каталонія, північна Іспанія. Станом на 2014 рік населення становить 2919 осіб. До 1949 року він був відомий як Бегуда.
Це частина природного парку Zona Volcànica de la Garrotxa.

## Муніципалітет

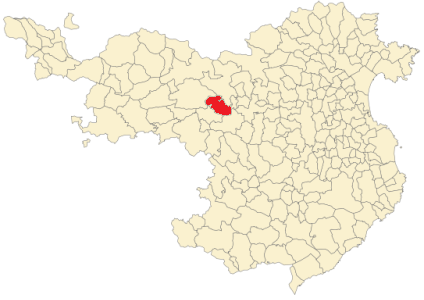
Розташування Сан-Жуан-лас-Фонс в провінції Жерона

Це другий за чисельністю населення муніципалітет Гарроча (після Улота). Він розташований на місці злиття, що з'єднує Жирону з Олотом, Фігерасом і Кампродоном. Через нього протікає річка Флувія, яка була двигуном промислового розвитку населення. Промисловість є найбільш розвиненою галуззю в муніципалітеті, за нею йде сільське господарство.

## Історія
Найдавніше ядро міста сформувалося в IX ст. Землетруси 1427 і 1428 років зруйнували більшість будівель. У цьому районі з невеликими населеними пунктами почалося відновлення, якому перешкодила громадянська війна в п’ятнадцятому столітті.
У 17 столітті він пережив епоху кризи, посиленої війною за іспанську спадщину.
До вісімнадцятого сторіччя не спостерігалося значного зростання населення з приєднанням іммігрантів з Олота та його околиць. Пізніше війна призвела до ще одного скорочення населення, яке тривало протягом усього 19 століття. Епідемія холери 1854 року завдала шкоди.
Протягом 20 століття відбулося соціальне та економічне пожвавлення, незважаючи на міжусобну громадянську війну 1936 року.

## Населення
- Бегуда, 248 мешканців
- Ла Канья, 557 мешканців
- El Pla de Baix, 39 мешканців
- Ель Пла де Дальт, 54 жителі
- Сант Косме, 100 мешканців
- Сан-Жоан-ле-Фонт, 1761 мешканець

## Основні пам'ятки
Monestir de Sant Joan les Fonts — романська будівля, оголошена національною пам'яткою.
Середньовічний міст, побудований з вулканічного каменю, перетинає річку Флувія та з’єднує центр міста з існуючою церквою та районом Кастаньєр.
На Серра-де-Віверс розташована фортеця. З цієї точки можна спостерігати весь ландшафт Гарроча, від Бесалу через долину Олот і долину де Біанья. Canadell Tower — це чотириповерхова квадратна будівля з «еспітлерами» з усіх чотирьох боків і терасовим дахом. Колись він був оточений валами.
Маєток Juvinyà відомий як найстаріша романська цивільна будівля в Каталонії. Він розташований. Це укріплений садибний будинок, що складається з двох частин: оборонної вежі та головного корпусу. У 1972 році він був оголошений провінційним пам’ятником.
Район археологічного інтересу, також відомий потоком лави, який утворював частину старого замку, відомого як «ла Реформада».

## Міста-побратими
- Ід, Франція